# Twokinds
Twokinds är en webbserie skapad av Tom Fischbach som startade den 22 oktober 2003. Twokinds var från början tänkt att bli en bok, men Fischbach bestämde sig senare för att skriva berättelsen som en webbserie istället eftersom detta var ett, för honom, mer tillgängligt format. Inspirationen till berättelsen kommer framför allt från Tom Fischbachs skolgång där han blev retad av de vita eleverna som var i majoritet.
Twokinds utspelar sig i en värld drabbad av artmotsättningar, främst mellan människorna och de djurlika Keidran. De har båda vitt skilda samhällen och idéer om hur man ska leva. Det är på grund av dessa skillnader som de båda arterna nästan alltid är i någon form av konflikt.